# Tigranes VII
Tigranes VII (Armeens: Տիգրան Է), andere namen zijn, Diran of Tiran († ca.360) was koning van Armenië van 339 tot ca.350.
Hij volgde zijn vader Khosro III op na zijn dood in 339. Tijdens zijn regering lag hij overhoop met zijn entourage, voornamelijk met de patriarch Husik, die hij in 347 uit de weg liet ruimen.
Nog groter was het buitenlands gevaar. Koning Shapur II van de Sassaniden had het voornemen de Romeinse provincie Mesopotamia met als hoofdplaats Nisibis in te palmen. In 350 was keizer Constantius II verwikkeld in een staatsgreep door usurpator Magnentius en was verplicht een deel van zijn troepen terug te trekken uit het oosten. Shapur II maakte van de gelegenheid gebruik om niet alleen Mesopotamia, maar ook het Koninkrijk Armenië, vazalstaat van de Romeinen, binnen te vallen. Tigranes VII werd gevangengenomen, meegenomen naar Perzië en de ogen uitgestoken. Constantius Gallus kreeg de opdracht vrede te sluiten en Tigranes VII werd vrijgelaten.
Tigranes VII trad af en zijn zoon Arsjak II nam de macht over. Rond 360 zou hij in opdracht van zijn zoon zijn gewurgd.